# Gervase Markham
Gervase Markham (červen 1978 – 27. července 2018) byl britský informatik, inženýr a spisovatel, který pracoval pro nadaci Mozilla Foundation a byl hlavním vývojářem programu Bugzilla. Na projektu Mozilla začal pracovat v roce 1999 a ve svých 23 letech se stal nejmladším placeným zaměstnancem Mozilla.org.
Markham se narodil v Morlandu ve státě Cumbria. Studoval na Oxfordské univerzitě. V roce 2006 byla Markhamovi diagnostikována rakovina slinných žláz. 27. července 2018 na toto onemocnění zemřel ve svém domě v Loughborough v hrabství Leicestershire ve věku 40 let.